# Marcia Citron
Marcia Judith Citron (* 1945) ist eine amerikanische emeritierte Professorin für Musikwissenschaft an der Rice University in Houston, Texas. Sie ist eine führende Musikwissenschaftlerin, die sich seit den 1970er Jahren auf Fragen zu Frauen in der Musik, Gender und Musik sowie Oper und Film spezialisiert hat.

## Leben und Forschung
Marcia Citron schloss ihr Studium am Brooklyn College 1966 mit einem BA und an der University of North Carolina in Chapel Hill 1968 mit einem MA und 1971 mit einem PhD ab. Sie wurde mit dem Martha and Henry Malcolm Lovett Distinguished Service Professor of Musicology Award ausgezeichnet und erhielt Stipendien vom National Endowment for the Humanities, dem Deutschen Akademischen Austauschdienst (DAAD) und der Rice University. Sie ist Mitglied der American Musicological Society und war dort u. a. Ausschussvorsitzende.
Ihr 1993 veröffentlichtes Buch Gender and the Musical Canon bezeichnet Citron selbst als Höhepunkt ihrer Karriere, es ist zu einem Klassiker der feministischen Musikwissenschaft geworden.
2022 hat sie an der University of North Carolina den Marcia J. Citron Graduate Research in Musicology Fund eingerichtet, der Doktoranden finanziell unterstützen soll.

## Veröffentlichungen (Auswahl)
- „Opera and Film“. In: David Neumeyer (Hrsg.): The Oxford Handbook of Film Music Studies, Oxford University Press, Cambridge/New York 2014, ISBN 978-0-19-532849-3 (Oxford Handbooks Online).
- When Opera Meets Film. Cambridge University Press, Cambridge/New York 2010, ISBN 978-0-521-89575-0
- Opera on Screen. Yale University Press, New Haven/London 2000, ISBN 0-300-08158-8
- Gender and the Musical Canon. Cambridge University Press Cambridge/New York 1993, ISBN 0-521-39292-6; ausgezeichnet mit dem Pauline Alderman Prize der International Alliance for Women in Music als bestes Buch über „women in music“
- Cécile Chaminade. A Bio-Bibliography. Greenwood Press, New York u. a. 1988, ISBN 0-313-25319-6
- Letters of Fanny Hensel to Felix Mendelssohn, Pendragon Press, Stuyvesant, NY 1987, ISBN 0-918728-52-5